# Brubank
Brubank es un banco digital argentino. Con sede en Buenos Aires,Brubank es una empresa de tecnología financiera que ofrece banca móvil, así como otros servicios financieros.Es reconocido como el primer banco íntegramente digital de Argentina.[cita requerida]

## Servicios
Brubank asocia todas las cuentas de sus usuarios a una tarjeta de débito Visa. También ofrece servicio de cambio entre dólares estadounidenses y pesos argentinos y depósitos a plazo en dichas monedas. Ofrece servicios de inversión tales como CEDEARs, fondos comunes de inversión en pesos argentinos y dólares estadounidenses. Además, cuenta con Cuenta MAX que permite obtener un rendimiento diario calculado en base a una Tasa Nominal Anual (TNA) variable, de acuerdo al monto invertido.[cita requerida]

## Historia
Brubank fue fundado en 2017. Juan Bruchou, director general de Citibank Argentina, había propuesto un banco totalmente digital, sin sucursales. Brubank obtuvo la licencia del Banco Central de la República Argentina para operar en septiembre de 2018. Después de una primera prueba «amigos y familiares», Brubank lanzó su aplicación en las tiendas Apple y Android. En agosto de 2019, el multimillonario canadiense David Thomson compró una participación del 15 por ciento en Brubank.